# قائمة جسور اليابان

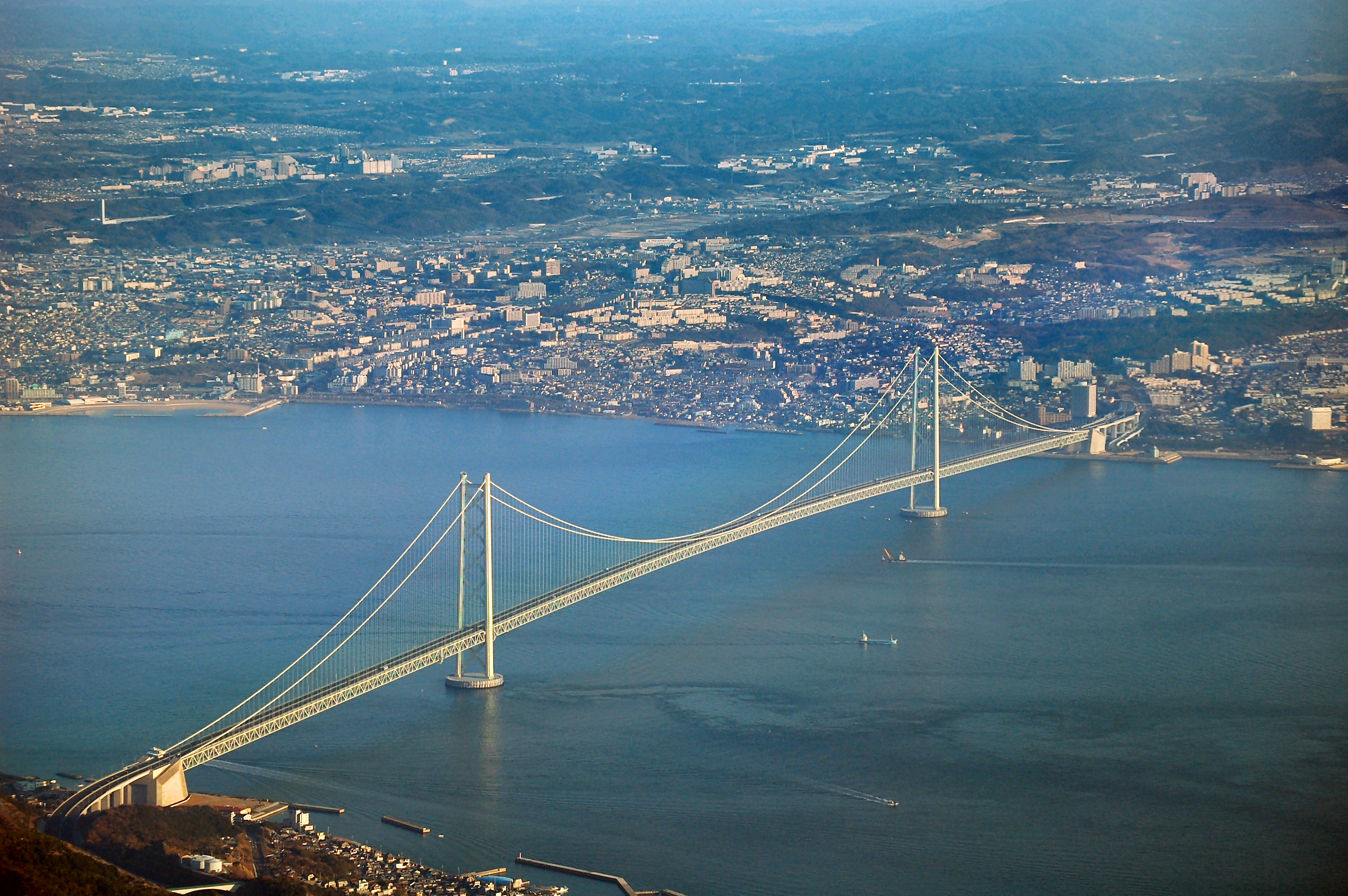
جسر أكاشي كايكو

الجسر أو القنطرة (ج القناطر) هو مُنشأ يُستخدم للعبور من مكان إلى آخر بينهما عائق.

## قائمة الجسور اليابان
تحتوي هذه القائمة على أسماء الجسور في اليابان.
- جسر أكاشي كايكو
- جسر إيشيما أوهاشي
- جسر قوس قزح (اليابان)

- سيتو أوهاشي

- نيهونباشي